# Mickey's Once Upon a Christmas
Mickey's Once Upon a Christmas (Brasil: Aconteceu no Natal do Mickey / Portugal: Mickey - Um Natal Mágico) é um filme de animação diretamente em vídeo de 1999 produzido pela Walt Disney Home video e ganhou o prêmio de Melhor Filme de Animação no 5º Kecskemét Animation Film Festival em 1999. Os personagens são Mickey Mouse, Minnie Mouse, Tio Patinhas, Mortimer Mouse, Fígaro o gatinho e Tico e Teco com pequena aparição de Corujão, Clarabela, Horácio, e os Irmãos Metralha. O filme é composto por três segmentos distintos, com narração de Kelsey Grammer. A sequela, intitulada  Mickey's Twice Upon a Christmas , foi lançado em 2004.

## Enredo

### Um Pedido de Natal
Huguinho, Zezinho e Luisinho acordam numa manhã de Natal e abrem os seus presentes, mesmo que eles deveriam esperar primeiro para a tia Margarida, Tio Patinhas e tia Gertie a chegar. Depois que os garotos levam seus trenós novos de seu tio Donald (não lendo o cartão de presente incluído) que andar de trenó e têm jantar de Natal. Enquanto Donald, Margarida, Tio Patinhas e tia Gertie cantam canções, os meninos brincam com seus brinquedos novos. Mais tarde, é tempo para os meninos para ir para a cama e tendo desfrutado o dia imensamente, os meninos, em seguida, desejam que seria o Natal todos os dias. Seu desejo é concedido e em primeiro lugar e os três estão alegres. Depois de alguns dias, no entanto, eles começam a ficar doentes de Natal e logo percebem que cada dia será exatamente o mesmo que o dia em que primeiro fez o seu desejo. Eles, então, decidem mudar o curso da ação do dia seguinte, jogando truques e brincadeiras, incluindo trocar o Peru cozido com um vivo para a mesa de jantar. O dia acaba por ser um Natal ruim para todos, especialmente Donald. Depois disso, os meninos finalmente lêem o cartão de presente que foi dado a eles que tinham ignorado anteriormente. O cartão é de Donald e Margarida, ele deseja-lhes amor e explica que o Natal não é apenas sobre presentes, trata-se de estar com a família. Os meninos tornam-se instantaneamente culpados por suas brincadeiras e decidem fazer as pazes, tornando o dia seguinte, o melhor Natal de sempre. No final do dia seguinte, os meninos finalmente percebem o verdadeiro significado do Natal e do laço do tempo chega ao fim, levando para o dia depois do Natal.

### Papai Noel Existe
Pateta e Max estão enviando uma carta para Papai Noel. No entanto, assim que chegar em casa, João Bafo de Onça, o vizinho, diz ao garoto que o Papai Noel não existe, prevendo como ele não pode voar ao redor do mundo em uma noite. As coisas pioram quando Pateta aparece como Papai Noel para algumas crianças e Max descobre que ele enganou. Pateta está determinado a provar ao filho que o Papai Noel existe e ainda permanece acima toda a véspera de Natal para manter um olho para fora para ele. Mas, depois de cair do telhado, Pateta larga a esperança de que Papai Noel aparece. Agora, Max faz tudo o que Pateta fez para fazer seu pai feliz, incluindo aparecer como Papai Noel. No final, o verdadeiro Papai Noel, na verdade, vem e dá Max o presente que o menino pediu mais cedo (bem como atingir um pouco de neve sobre a casa de Bafo quando o vizinho astuto tenta embelezar a figura lendária). Este segmento do  Mickey's Once Upon a Christmas  cronologicamente antecede a série de desenhos animados, Goof Troop . Max é dublado por Shaun Fleming das bandas de rock indy Diane Coffee e Foxygen.

### Um Presente Muito Especial
Baseado na história  O Presente dos Magos  por O. Henry. Mickey quer dar a Minnie uma corrente de ouro para ela como uma herança, o relógio, então ele trabalha no Lote de árvores do Bafo Maluco. Minnie quer dar Mickey algo especial para o Natal, bem como, de modo que ela trabalha duro para obter o seu presente especial. No entanto, Bafo (o chefe tenso e ganancioso de Mickey) rouba todo o dinheiro do camundongo e demitiu quando ele estraga sua chance de vender um homem uns 10 centavos para uma família pobre, Bafo coloca todo o dinheiro e o seu charuto no bolso e seu traseiro começa a esquentar e se atropela num monte de latas de cola, o fogo começa a lançar o Bafo pelo céu causando um incêndio nas árvores de dez metros, depois disso, o presente de Minnie prova ser nada além de um panetone. Depois de tocar a música para um brinquedo de Caridade com a banda de bombeiros, Mickey tem a ideia de que ele pode trocar sua gaita para a corrente. De volta à casa de Minnie, Mickey dá-lhe a corrente para o relógio e Minnie dá-lhe um estojo para sua gaita. É claro, a ironia é que Minnie não tem mais o seu relógio que Mickey já não tem a sua gaita de modo que os presentes são essencialmente inúteis. Como no clássico O Presente dos Magos sobre o qual esta adaptação-escrita por Richard Cray se baseia, o pensamento por trás de cada presente é o que conta. O filme termina com uma canção de várias canções, como "Bate O Sino", "O Natal é Um Lindo Dia" e "Natal é Tempo de Festa".